# Fanfarlo
Fanfarlo es una banda londinense de indie pop formada en 2006 por el músico sueco Simon Balthazar y por Giles J Davis (que abandonó el grupo antes del lanzamiento de su primer sencillo). Fusionan elementos de la música folk, el indie rock y post punk usando instrumentos variados como la trompeta, el violín, la mandolina, la sierra musical y el clarinete. 
La banda, cuyo nombre proviene de la novela de Charles Baudelaire, 'La Fanfarlo', empezó sus actuaciones en directo en pequeños locales de música indie de Londres, y lanzó cuatro sencillos de edición limitada en vinilo en discográficas independientes londinenses (uno de ellos junto con Sleeping States) entre 2006 y 2008.
Su álbum debut, Reservoir se grabó en octubre y noviembre de 2008 en Tarquin Studios, Connecticut, en los Estados Unidos y fue producido por Peter Katis (productor de bandas como The National o Interpol). El álbum se lanzó en febrero de 2009 por medio de la propia discográfica de la banda, Raffle Bat, y posteriormente se cedió su licencia a la firma Canvasback, propiedad de Atlantic Records, quien lo lanzó en el Reino Unido y Estados Unidos en octubre de 2009 y en Europa en abril de 2010.
Su sencillo "The Walls Are Coming Down" salió a la luz en septiembre de 2009. El vídeo musical del sencillo fue dirigido por Iain Forsyth y Jane Pollard, y presenta al escapista Roslyn Walker haciendo el truco de escapar de una camisa de fuerza estando bocabajo, truco que ya había sido realizado por Harry Houdini al principio del 1900. El truco fue también incorporado en la actuación del grupo en Webster Hall en Nueva York el 19 de diciembre de 2009 (aunque esta vez el escapista fue Michael Lee).
A principios de septiembre de 2011, la banda anunció en su página web que su nuevo álbum "Rooms Filled with Light" estaba terminado, una pequeña gira entre septiembre y noviembre que les llevaría desde Londres hasta España, y un pequeño adelanto del disco con el vídeo de "Replicate". Finalmente, el tercer trabajo de la banda vio la luz el 27 de febrero de 2012.

## Miembros
- Cathy Lucas - Violín, teclados, mandolina, glockenspiel, coros, sierra musical.
- Justin Finch - Bajo, coros.
- Leon Beckenham - Trompeta, teclados, glockenspiel, melódica, coros.
- Simon Balthazar - coros, guitarra, teclados, mandolina, saxofón, clarinete.

## En los medios de comunicación
El 24 de septiembre de 2009 la canción "Ghosts" del álbum de debut de la banda (Reservoir) apareció en el episodio 2 de la sexta temporada de Anatomía de Grey. El sencillo de la banda de 2007 llamado "Fire Escape" apareció en el episodio 4 de la sexta temporada de la serie House que se emitió en la cadena Fox el 12 de octubre de 2009.
El 15 de febrero de 2010 la banda hizo su debut televisivo en los Estados Unidos en el programa Late Show with David Letterman, interpretando su sencillo "Harold T. Wilkins, or How to Wait for a Very Long Time". Posteriormente también actuaron en programas como Last Call with Carson Daly y en la cadena francesa Canal Plus.
En 2010, sus canciones "Comets" y "Luna" aparecieron en la película portuguesa independiente Um Funeral à Chuva (literalmente, Un funeral en la lluvia).
Su canción "Atlas" apareció en la banda sonora de la película Eclipse de la saga Crepúsculo. La canción se volvió a grabar a propósito para la película en Austin, Texas; y fue incluida en el episodio 3 de su serie web, "Under the reservoir".
En 2010, un fragmento de su canción "The Walls Are Coming Down" de su álbum "Reservoir", apareció en un anunció de televisión de la nueva cámara digital Powershot Sx210 IS
Su canción "Harold T. Wilkins, or How to Wait for a Very Long Time" forma parte de la banda sonora de la película de 2010 Going the Distance
Su canción "The Walls Are Coming Down" suena en el tráiler de la película Win Win 2011 dirigida por Tom McCartney.
Su canción "I'm a pilot" fue incluida en el episodio final de la temporada 4 de la serie de televisión Chuck.
Sus canciones Good Morning Midnight y Finish the Line están incluidas en el Piloto de Covert Affairs

## Serie web
En marzo de 2010, el editor de vídeos Brian Gonzalez acompañó a la banda en su tercera aparición en el festival de música SXSW en Austin, Texas; lo que resultó en la creación de una serie por internet de cuatro capítulos llamada Under the Reservoir, la cual se estrenó en la web el 14 de junio de 2010. Cada episodio únicamente da vida a las dos chicas siniestras de la portada de su álbum debut, mientras participan en las experiencias personales de los miembros del grupo mientras están de gira.

## Discografía

### Álbumes
- Reservoir (2009, Raffle Bat/Atlantic/Canvasback)
- Rooms filled with light (2012, Atlantic)

### Sencillos
- Talking Backwards (2006, Fortuna POP!)
- You Are One Of The Few Outsiders Who Really Understands Us (2007, Label Fandango)
- Fire Escape (2007, White Heat)
- Harold T. Wilkins (2008, Felt Tip Records, sencillo junto con Sleeping States)
- Drowning Men (2009, Moshi Moshi Records)
- The Walls Are Coming Down (2009, Moshi Moshi Records)
- Harold T. Wilkins or How To Wait A Very Long Time (2010, Atlantic Records)
- You Are One / What Makes You Think You're The One (2010, edición limitada, únicamente se hicieron 3500 copias, Atlantic Records)
- "Replicate" (2011, WGM)
- Deconstruction (2011, Atlantic Records) acompañado de una cara B de 15 minutos de duración llamada "Reconstruction".
- Shiny Things (2012, Atlantic Records)